# Filmrendezők listája
| Ábécé szerinti tartalomjegyzék                                                                           |
| --- |
| A, Á B C Cs D Dz Dzs E, É F G Gy H I, Í J K L Ly M N Ny O, Ó Ö, Ő P Q R S Sz T Ty U, Ú Ü, Ű V W X Y Z Zs |

## A, Á
- Jim Abrahams amerikai, (1944–2024), Airplane
- Abiola Abrams amerikai, (1976–)
- J. J. Abrams amerikai, (1966–), Mission: Impossible III., Star Trek, Super 8
- Tengiz Abuladze grúz, (1924–1994)
- Andrew Adamson új-zélandi (1966–)
- Herbert Achternbusch német (1938–)
- Percy Adlon német (1935–)
- Ben Affleck amerikai (1972–), Tolvajok városa
- Alejandro Agresti argentin (1961–)
- Silvano Agosti olasz (1938–), Öklök a zsebben, TV-, dokumentumfilmek
- Alexandre Aja francia (1978–)
- Chantal Akerman belgiumi (1950–), A fogolynő
- Fatih Akin németországi török (1973–), Fallal szemben
- Robert Aldrich amerikai (1918–1983), Mi történt Baby Jane-nel?
- Tomás Gutiérrez Alea kubai, (1928–1996), Az elmaradottság emlékei
- Grigorij Alekszandrovics orosz (1903–1983) ,Október, Találkozás az Elbán
- Marc Allégret francia (1900–1973), Lady Chatterley szeretője
- Yves Allégret francia (1907–1987), Vágyakozás, Germinal
- Irwin Allen amerikai (1916–1991)
- Woody Allen amerikai (1935–), Oscar-díjas, Annie Hall, Hannah és nővérei,  Kairó bíbor rózsája
- Sherman Alexie amerikai (1966–)
- Pedro Almodóvar spanyol (1949–), Beszélj hozzá, Mindent anyámról
- Robert Altman amerikai (1925–2006), M*A*S*H, Nashville, Gosford Park
- Gianni Amelio olasz (1945–)
- Alejandro Amenábar spanyol (1972–), Más világ, Agora, Nyisd ki a szemed
- Lindsay Anderson skót (1923–1994), Ha..., Britannia Gyógyintézet
- Michael Anderson angol (1920–2018), 80 nap alatt a Föld körül
- Mitch Anderson román-amerikai (1967–)
- Paul Thomas Anderson amerikai (1970–), Vérző olaj, Magnólia
- Roy Andersson svéd (1943–)
- Wes Anderson amerikai (1969–), Utazás Darjeelingbe, Okostojás
- Kostas Andritsos görög (1916–1993)
- Theo Angelopoulos görög (1935–2012), Vándorszínészek, Táj a ködben
- Kenneth Anger amerikai (1927–2023), Scorpio Rising
- Jean-Jacques Annaud francia, (1943–), A rózsa neve, Hét év Tibetben
- Threes Anna holland (1959–)
- Anno Hideaki japán rajzfilmes (1960–), Neon Genesis Evangelion
- Arnold Antonin haiti  (1942–)
- Michelangelo Antonioni olasz (1912–2007), Nagyítás, Vörös sivatag, Zabrinskie Point, Foglalkozása: riporter
- Danny Antonucci kanadai (1957–), A rózsa neve, Hét év Tibetben
- Michael Apted angol (1941–2021)
- Gregg Araki japán-amerikai (1959–), Út a pokolba, Csók, macsók!
- Alfonso Arau mexikói (1932–)
- Denys Arcand kanadai (1942–), Barbárok a kapuk előtt, Az amerikai birodalom bukása
- Jane Arden walesi (1927–1982)
- Asia Argento olasz (1975–)
- Dario Argento olasz (1940–), Kristálytollú madár, Sóhajok
- Leslie Arliss angol (1901–1987), Szürke sátán
- Gillian Armstrong ausztrál (1950–), Ragyogó karrierem
- Andrea Arnold angol (1961–),Akvárium
- Jack Arnold amerikai (1912–1992), A hihetetlen módon zsugorodó férfi
- Darren Aronofsky amerikai (1969–), Pi, Fekete hattyú
- Fernando Arrabal spanyol (1932–)
- Miguel Arteta Puerto Ricó-i (1965–)
- David Arquette amerikai (1971–)  színész, producer, The Tripper, Médium (tv-sor)
- Dorothy Arzner amerikai (1897–1979), Dance, Girl, Dance
- Hal Ashby amerikai (1929–1988), Hazatérés, Harold és Maude, Isten hozta, Mr.!
- Anthony Asquith angol (1902–1968), Túlsó part, Pygmalion
- Carlos Atanes spanyol (1971–)
- Richard Attenborough brit (1923–2014), Oscar-díjas, Gandhi, Árnyékország
- Jacques Audiard francia (1952–), Halálos szívdobbanás, A próféta
- Bille August dán (1948–), Az ifjú Indiana Jones kalandjai, Nyomorultak
- Claude Autant-Lara francia (1901–2000), A test ördöge, Vörös és fekete, Monte Christo grófja
- Roger Avary kanadai (1965–)
- Pupi Avati olasz (1938–), A nevető ablakos ház
- Tex Avery amerikai (1908–1980) rajzfilmes, Dodó Kacsa, Tapsi Hapsi, Droopy filmek
- Gabriel Axel dán (1918–2014), Babette lakomája
- John G. Avildsen amerikai (1935–2017), Oscar-díjas, Rocky
- Nabil Ayouch marokkói (1969–), Ali Zaoua, az utca hercege
- Dan Aykroyd amerikai (1952–), Eszelős szívatás

## B
- Hector Babenco argentin-brazil (1945–), A pókasszony csókja
- Lloyd Bacon amerikai  (1889–1955), 42-ik utca, Rivaldafény parádé
- John Badham angol (1939–), Szombat esti láz
- Bae Yong-Kyun dél-koreai (1951–)
- King Baggot amerikai (1879–1948)
- Roy Ward Baker angol  (1916–2010)
- Mohammad Bakri izraeli  (1953–)
- Ralph Bakshi amerikai rajzf. (1938 –), Fritz, a macska
- Alekszej Balabanov orosz  (1959–)
- Ferdinando Baldi olasz (1927–2007), Rita a vadnyugat réme, Mindhalálig Rock and Roll
- Carroll Ballard amerikai  (1937–)
- Antonio Banderas spanyol-amerikai (1960–), Álarcos komédia, Tűzforró Alabama
- Joseph Barbera amerikai rajzf. (1911–2006), Tom és Jerry, Frédi és Béni
- Clive Barker angol (1952–), Salome, Lord of Illusions
- Tom Barman belga  (1972–)
- Borisz Barnett orosz (1902–1965), Moszkva Októberben, Veszélyes őrjárat
- Lionel Barrymore amerikai (1878–1954), Madame X
- Alekszej Batalov orosz (1928–2017), A köpeny, A játékos
- Mario Bava olasz (1914–1980)
- Michael Bay amerikai  (1965–)
- Samuel Bayer amerikai (1965–), Rémálom az Elm utcában
- Juan Antonio Bayona spanyol (1975–)
- Amanda Bearse amerikai (1958–), Egy rém rendes család
- Warren Beatty amerikai (1937–), Oscar-díjas, Vörösök, Ép testben épp hogy élek
- Harry Beaumont amerikai (1888–1966), The Broadway Melody
- Jacques Becker francia  (1906–1960)
- Walt Becker amerikai (1968–), Faterok motoron, Buliszerviz
- Wolfgang Becker  német  (1954–2024), Good bye, Lenin!
- Jean-Jacques Beineix francia (1946–2022)
- Marco Bellocchio olasz (1939–)
- Maria Luisa Bemberg argentin  (1922–1995)
- Shyam Benegal indiai  (1934–)
- Roberto Benigni olasz  (1952–), Az élet szép
- Robert Benton amerikai  (1932–), Oscar-díjas, Kramer kontra Kramer, Hely a szívemben
- Bruce Beresford ausztrál (1940–), Az Úr kegyelmébe
- Ingmar Bergman svéd  (1918–2007), Suttogások és sikolyok, Fanny és Alexander
- Busby Berkeley amerikai  (1895–1976), Nem gyerekjáték
- Luis García Berlanga spanyol  (1921–2010)
- Ishmael Bernal Fülöp-szigeteki  (1938–1996)
- Curtis Bernhardt német  (1899–1981)
- Claude Berri francia (1934–2009), A Paradicsom...
- Bernardo Bertolucci olasz (1941–2018), Oscar-díjas, Utolsó tangó Párizsban, Az utolsó kínai császár
- Luc Besson francia  (1959–), A nagy kékség, Nikita, Az ötödik elem
- Frank Beyer német  (1932–2006)
- Fabian Bielinsky argentin (1959–2006), A kilenc királynő
- Kathryn Bigelow amerikai  (1951–), Oscar-díjas, A bombák földjén, A halál napja
- Rolan Bikov orosz (1929–1998), Bocsáss meg, Madárijesztő!
- Enki Bilal francia  (1951–), Halhatatlanok
- Brad Bird amerikai (1957–)
- Alice Guy-Blaché francia (1873–1968)
- Nicola Black skót (1965–), tv-sor., rövidf.
- Alessandro Blasetti olasz (1900–1987)
- Bertrand Blier francia  (1939–2025), Túl szép hozzád
- Don Bluth amerikai (1937–)
- Budd Boetticher amerikai (1916–2001), Lovagolj magányosan!
- Peter Bogdanovich amerikai (1939–2022), Az utolsó mozielőadás, Célpontok
- Yves Boisset francia (1939–2025), Dráma a tengerparton, Foyard bíró, akit seriffnek hívtak
- Richard Boleslawski lengyel (1889–1937)
- Mauro Bolognini olasz (1922–2001)
- Edward Bond angol (1934–2024)
- Szergej Bondarcsuk orosz (1920–1994), Emberi sors, A hazáért harcoltak
- Dany Boon francia (1966–), Finánc a pácban
- John Boorman angol  (1933–), Gyilkos túra, Remény és dicsőség
- Walerian Borowczyk lengyel (1923–2006), Erkölcstelen mesék, A romlás démonai
- Frank Borzage amerikai  (1894–1962), Oscar-díjas, A hetedik mennyország, Rossz lány
- John és Roy Boulting angol ikerpár
  - John Edward Boulting (1913–1985)
  - Roy Alfred Boulting (1913–2001)
- Danny Boyle angol (1956–), Oscar-díjas, Gettómilliomos, Sekély sírhant
- Zach Braff amerikai (1975–), Dokik, Csodacsibe
- Stan Brakhage amerikai (1933–2003), Kutya csillagember
- Kenneth Branagh ír-brit (1960–), V. Henrik, Meghalsz újra, Szilveszteri durranások
- Klaus Maria Brandauer osztrák (1944–)
- Tinto Brass olasz (1933–), Az én kis feleségem, Caligula
- Catherine Breillat francia (1948–), A nővéremnek!
- Herbert Brenon ír  (1880–1958), Sorrell and Son
- Robert Bresson francia (1901–1999), Egy halálraítélt megszökött
- Vinko Brešan horvát (1964–)
- Martin Brest amerikai (1951–), Egy asszony illata, Beverly Hills-i zsaru
- Jean-Claude Brialy francia (1933–2007), Egy jó kis ördög
- Chris Brinker amerikai (1970–2013)
- Philippe de Broca francia (1933–2004), A szerelem játékai, Ellopták Jupiter fenekét
- Lino Brocka Fülöp-szigeteki (1939–1991)
- Matthew Broderick amerikai (1962–), A végtelen
- Peter Brook angol (1925–2022)
- Albert Brooks amerikai (1947–), Real Life
- James L. Brooks amerikai (1940–), Oscar-díjas, Becéző szavak, A híradó sztárjai
- Mel Brooks amerikai (1926–), Producerek, Ifjú Frankenstein
- Richard Brooks amerikai (1912–1992), Macska a forró bádogtetőn, Hidegvérrel
- Nick Broomfield angol dokumentumfilmes (1948–)
- James Broughton amerikai (1913–1999)
- Clarence Brown amerikai (1890–1987), Anna Christie, Egy szabad lélek, A nagy derby
- Tod Browning amerikai (1880–1962), Az ismeretlen, Drakula
- Detlev Buck német (1962–)
- Jan Bucquoy belga (1945–)
- Andrew Bujalski amerikai (1977–)
- Luis Buñuel spanyol (1900–1983), Andalúziai kutya, Aranykor, A nap szépe , A burzsoázia diszkrét bája
- Charles Burnett amerikai (1944–), Killer of Sheep
- Edward Burns amerikai (1968–)
- Richard Burton brit (1925–1984), Doctor Faustus
- Tim Burton amerikai  (1958–), Batman, Ollókezű Edward
- Jörg Buttgereit német (1963–)

## C
- Israel Adrián Caetano uruguayi-argentin (1969–)
- Caj Csu-seng kínai (1906–1968)
- James Cameron kanadai-amerikai (1954–), Oscar-díjas, Titanic, Avatar, Terminátor – A halálosztó
- Andrea Camilleri olasz (1925–2019)
- Donald Cammell skót (1934–1996), Performance
- Juan José Campanella argentin (1959–)
- Martin Campbell új-zélandi  (1940–)
- Jane Campion új-zélandi (1954–), Zongoralecke
- Mario Camus spanyol (1935–2021)
- Frank Capra olasz-amerikai  (1897–1991), Oscar-díjas, Így élni jó, Váratlan örökség, Az élet csodaszép, Becsületből elégtelen
- Leos Carax francia  (1960–)
- Jack Cardiff angol  (1914–2009) , Sons and Lovers, Afrika  királynője, Rambo 2.
- Marcel Carné francia (1906–1996), Mire megvirrad, Szerelmek városa
- Niki Caro új-zélandi (1967–)
- John Carpenter amerikai (1948–), Halloween – A rémület éjszakája
- Enrique Carreras amerikai  (1959–)
- Michael Carreras angol (1927–1994)
- D. J. Caruso amerikai (1965–)
- John Cassavetes görög-amerikai  (1929–1989), Egy hatás alatt álló nő, New York árnyai
- Nick Cassavetes amerikai (1959–)
- William Castle amerikai (1914–1977)
- Peter Cattaneo angol  (1964–), Alul semmi
- Liliana Cavani olasz (1933–)
- André Cayatte francia (1909–1989)
- Jeff Celentano amerikai (1960–)
- Nuri Bilge Ceylan török (1959–)
- Claude Chabrol francia  (1930–2010), A hentes, Női ügyek
- Youssef Chahine egyiptomi  (1926–2008), Cairo Station
- Vincent Chalvon-Demersay francia (1964–)
- Jackie Chan hongkongi  (1954–), A nagy balhé
- Charlie Chaplin angol (1889–1977), Aranyláz, Cirkusz, A kölyök, A diktátor
- David Chase amerikai (1945–)
- Patrice Chéreau francia (1944–2013)
- Csen Kaj-ko (Kaige Chen) kínai  (1952–), Isten veled, ágyasom!
- Yash Chopra indiai (1932–2012)
- Chor Yuen hongkongi (1934–2022)
- Stephen Chow hongkongi (1962–)
- Benjamin Christensen dán  (1879–1959), Boszorkányok
- Christian-Jaque francia  (1904–1994)
- Grigorij Csuhraj orosz  (1921–2001), Ballada a katonáról
- Věra Chytilová cseh  (1929–2014), Százszorszépek
- Michael Cimino amerikai  (1939–2016), Oscar-díjas,  A szarvasvadász
- Souleymane Cissé mali (1940–), Yeelen
- Liviu Ciulei román, (1923–2011)
- René Clair francia (1898–1981), A millió, Éljen a szabadság!
- Bob Clampett amerikai (1913–1984)
- Bob Clark amerikai (1939–2007), Karácsonyi történet
- Larry Clark amerikai (1943–)
- Jack Clayton angol (1921–1995), Hely a Tetőn
- René Clément francia (1913–1996), Tiltott játékok, Patkányfogó
- Art Clokey amerikai (1921–2010)
- George Clooney amerikai (1961–), Jó estét, jó szerencsét!
- Henri-Georges Clouzot francia (1907–1977), A félelem bére, Az ördöngősök
- E.B. Clucher olasz (1922–2002)
- Enrico Cocozza skót (1921–2009)
- Jean Cocteau francia  (1889–1963), A szép és a szörnyeteg, Orpheusz
- Coen testvérek amerikaiak, Oscar-díjasok, Nem vénnek való vidék, Fargo, A félszemű
  - Joel David Coen (1954–)
  - Ethan Jesse Coen   (1957–)
- Ira Cohen amerikai (1935–2011)
- Larry Cohen amerikai (1936–2019)
- Rob Cohen amerikai (1949–)
- Keri Collins walesi (1978–)
- Chris Columbus amerikai (1958–)
- Luigi Comencini olasz (1916–2007)
- Bill Condon amerikai (1955–)
- Bruce Conner amerikai (1933–2008) rövidfilmes
- Jack Conway amerikai (1887–1952)
- Merian C. Cooper amerikai (1893–1973), King Kong
- Robert C. Cooper kanadai (1968–)
- Francis Ford Coppola amerikai (1939–), Oscar-díjas, Keresztapa filmek, Apokalipszis most
- Sofia Coppola amerikai (1971–), Elveszett jelentés
- Sergio Corbucci olasz (1927–1990)
- Roger Corman amerikai (1926–2024), A vörös halál álarca
- Alain Corneau francia (1943–2010)
- Don Coscarelli amerikai (1954–)
- George Pan Cosmatos görög-olasz (1941–2005)
- Pedro Costa portugál (1959–)
- Costa-Gavras görög (1933–), Z
- Kevin Costner amerikai  (1955–), Oscar-díjas, Farkasokkal táncoló
- Alex Cox angol (1954–)
- Paul Cox ausztrál (1940–2016)
- Wes Craven amerikai  (1939–2015), A domboknak szeme van, Rémálom az Elm utcában
- Charles Crichton angol (1910–1999), A Levendula-dombi csőcselék, A hal neve: Wanda
- Michael Crichton amerikai  (1942–2008)
- Donald Crisp angol (1882–1974)
- John Cromwell amerikai (1887–1979)
- David Cronenberg kanadai  (1943–), Videodrome, A légy
- Alan Crosland amerikai (1894–1936), A jazzénekes
- Cameron Crowe amerikai (1957–), Mondhatsz akármit
- Billy Crystal amerikai (1948–), A turné, A herceg menyasszonya
- Alfonso Cuarón mexikói (1961–), Anyádat is
- Cukamoto Sinja japán (1960–)
- George Cukor magyar-amerikai (1899–1983), Oscar-díjas, My Fair Lady, Philadelphiai történet
- Irving Cummings amerikai  (1888–1959) , In Old Arizona, A Broadway angyala, Mesél az éjszaka
- Chris Cunningham angol (1970–)
- Sean S. Cunningham amerikai (1941–)
- Richard Curtis új-zélandi (1956–)
- Michael Curtiz magyar-amerikai (Kertész Mihály)  (1886–1962), Oscar-díjas, Casablanca, Yankee Doodle Dandy

## Cs
- Csang Csün-csao kínai (1952–2018)
- Csang Jang (Zhang Yang) kínai (1967–)
- Csang Ji-mou kínai (1951–), A vörös lámpások
- Cseng Cseng-csiu kínai (1889–1935)
- Csang Juan (Zhang Yuan) kínai (1963–)
- Csang Junli (Zheng Junli) kínai (1911–1969)

## D
- John Dahl amerikai (1956–), Végső csábítás
- Stephen Daldry angol  (1961–), Billy Elliot, A felolvasó
- Joe D’Amato olasz  (1936–1999)
- Damiano Damiani olasz (1922–2013)
- Frank Daniel cseh (1926–1996)
- Lee Daniels amerikai producer  (1959–), A boldogság ára
- Joe Dante amerikai (1946–)
- Georgij Danyelija grúz (1930–2019)
- Frank Darabont magyar-amerikai (1959–), A remény rabjai
- Jules Dassin amerikai (1911–2008), Vasárnap soha
- Byambasuren Davaa mongol (1971–)
- Delmer Daves amerikai (1904–1977)
- Alki David nigériai (1968–), Hableány a horgon
- Terence Davies angol (1945–)
- Andrew Davis amerikai (1946–)
- Tamra Davis amerikai (1962–)
- Jonathan Dayton amerikai (1957–)
- Philippe de Broca francia (1933–2004)
- Rolf de Heer holland (1951–)
- Liliane de Kermadec francia (1928–2020)
- Alex De La Iglesia spanyol (1965–)
- Jean Delannoy francia (1908–2008)
- Louis Delluc francia (1890–1924)
- Roy Del Ruth amerikai (1893–1961)
- Guillermo del Toro mexikói (1964–), A Faun labirintusa
- Peter DeLuise amerikai (1966–)
- Richard Dembo francia (1948–2004)
- Cecil B. DeMille amerikai (1881–1959), A földkerekség legnagyobb showja, Tízparancsolat
- Jonathan Demme amerikai (1944–2017), Oscar-díjas, A bárányok hallgatnak
- Ted Demme amerikai (1963–2002)
- Jacques Demy francia (1931–1990), Cherbourgi esernyők, A rochefort-i kisasszonyok
- Claire Denis francia (1948–), Fütyül a halálra
- Ruggero Deodato olasz (1939–2022)
- Brian De Palma amerikai  (1940–), A sebhelyesarcú, Carrie, Aki legyőzte Al Caponét
- John Derek amerikai (1926–1998)
- Maya Deren ukrán-amerikai (1917–1961), A délután szövevénye
- Scott Derrickson amerikai (1966–), Ördögűzés Emily Rose üdvéért
- Giuseppe De Santis olasz  (1917–1997), Nincs béke az olajfák alatt, Emberek és farkasok
- Caleb Deschanel amerikai (1944–)
- Lorraine De Selle francia (1951–)
- Vittorio De Sica olasz  (1901–1974), Biciklitolvajok, A sorompók lezárulnak, Finzi-Continiék kertje
- Danny DeVito amerikai  (1944–)
- Michel Deville francia (1931–2023)
- William Kennedy Dickson brit (1860–1935)
- Carlos Diegues brazil (1940–2025)
- William Dieterle német–amerikai (1893–1972), Emil Zola élete
- Walt Disney amerikai (1901–1966), 114 rendezés, 657 produkció, Hófehérke és a hét törpe, Pinocchio, Bambi
- Edward Dmytryk amerikai (1908–1999), Crossfire, Gyilkosság a gyönyöröm
- Lev Dogyin orosz (1944–)
- Jacques Doillon francia (1944–)
- Andrew Dominik ausztrál  (1967–)
- Roger Donaldson ausztrál- új-zélandi (1945–)
- Stanley Donen amerikai (1924–2019), Egy nap New Yorkban, Ének az esőben
- Richard Donner amerikai  (1930–2021)
- Mark Donszkoj orosz (1901–1981)
- Nelson Pereira dos Santos brazil (1928–2018), Aszály
- Alekszandr Dovzsenko ukrán (1894–1956), Föld
- Polly Draper amerikai (1955–)
- Fran Drescher amerikai (1957–)
- Carl Theodor Dreyer dán (1889–1968), Jeanne d’Arc szenvedései, Vámpír, Gertrúd
- Troy Duffy amerikai (1971–)
- Dennis Dugan amerikai (1946–)
- Ewald André Dupont német–amerikai (1891–1956)
- Marguerite Duras francia (1914–1996), India Song
- Richard Dutcher amerikai (1964–)
- Guru Dutt indiai (1925–1964)
- Robert Duvall amerikai (1931–)
- Julien Duvivier francia (1896–1967), Az alvilág királya
- Allan Dwan kanadai (1885–1981), Silver Lode

## E, É
- Clint Eastwood amerikai (1930–), Oscar-díjas, Nincs bocsánat, Millió dolláros bébi, Levelek Ivo Dzsimáról
- Uli Edel német (1947–)
- Blake Edwards amerikai (1922–2010), Álom luxuskivitelben
- Atom Egoyan örmény-kanadai (1960–), Eljövendő szép napok
- Bernd Eichinger német (1949–2011)
- Szergej Eisenstein orosz (1898–1948), Patyomkin páncélos, Október, Sztrájk
- Hasse Ekman svéd (1915–2004)
- Richard Elfman amerikai (1949–)
- Stephan Elliott amerikai (1964–)
- Maurice Elvey angol (1887–1967)
- Roland Emmerich német (1955–), A függetlenség napja
- Cy Endfield amerikai (1914–1995)
- Engert Péter (Peter Engel) magyar-amerikai (1976–) Az egymillió dolláros megbízás, Mansfeld, Terror háza, Könnyek völgye
- Robert Enrico francia (1931–2001)
- Nora Ephron amerikai (1941–2012)
- Jean Epstein francia (1897–1953)
- Victor Erice spanyol (1940–), A méhkas szelleme
- Emilio Estevez amerikai (1962–)
- Jean Eustache francia (1938–1981), A mama és a kurva
- Marc Evans walesi (1963–)
- Chris Eyre amerikai-indián (1968–)
- Richard Eyre angol (1943–)

## F
- Peter Faiman ausztrál (1944–),  Krokodil Dundee, Az agyamra mész!
- Douglas Fairbanks amerikai  (1883–1939)
- Farrelly testvérek amerikaiak, Keresd a nőt!
  - Peter John (1956–)
  - Robert Leo (1958–)
- John Farrow ausztrál-amerikai (1904–1963), Wake Island
- Rainer Werner Fassbinder német (1945–1982), Petra von Kant keserű könnyei, A félelem megeszi a lelket
- Jon Favreau amerikai (1966–)
- Stephen Frears angol  (1941–), A királynő, Veszedelmes viszonyok
- Fei Mu kínai (1906–1951)
- Raphaël Fejtö francia (1974–)
- Federico Fellini olasz (1920–1993), Az édes élet, 8½, Fellini-Satyricon, Amarcord
- Emilio Fernandez mexikói (1904–1986)
- Abel Ferrara amerikai (1951–), New York királya
- Marco Ferreri  olasz (1928–1997)
- Louis Feuillade francia (1873–1925), Vámpírok
- Jacques Feyder belga (1885–1948)
- Sally Field amerikai  (1946–)
- Todd Field amerikai (1964–)
- Mike Figgis angol (1948–), Las Vegas, végállomás
- David Fincher amerikai (1962–), Benjamin Button különös élete, Social Network – A közösségi háló
- Terence Fisher angol (1904–1980), Horror of Dracula
- Robert J. Flaherty amerikai (1884–1951), Nanuk, az eszkimó, Tabu, Louisianai történet
- Richard Fleischer amerikai (1916–2006)
- Victor Fleming amerikai (1889–1949), Oscar-díjas, Elfújta a szél, Óz, a csodák csodája
- Peter Fonda amerikai (1940–2019), Szelíd motorosok
- Bryan Forbes angol (1926–2013)
- John Ford amerikai (1894–1973.), Oscar-díjas, A besúgó, Hatosfogat, Érik a gyümölcs, Hová lettél, drága völgyünk?
- Miloš Forman cseh-amerikai (1932–2018), Oscar-díjas, Tűz van, babám!, Száll a kakukk fészkére, Amadeus
- Willi Forst osztrák (1903–1980)
- Marc Forster német–svájci (1969–)
- Bill Forsyth brit (1946–), Mostohák gyöngye
- Bob Fosse amerikai (1927–1987), Oscar-díjas, Kabaré, Mindhalálig zene
- Jodie Foster amerikai (1962–)
- Eytan Fox amerikai-izraeli (1964–)
- Coleman Francis amerikai (1919–1973)
- Jesús Franco spanyol (1930–2013)
- Georges Franju amerikai (1893–1972), Szemek arc nélkül
- John Frankenheimer amerikai (1930–2002), A mandzsúriai jelölt, Második lehetőség
- Sidney Franklin amerikai (1893–1972), Édes anyaföld
- Stephen Frears angol (1941–), Svidlerek, A királynő
- Mark Freiburger amerikai (1983–)
- Friz Freleng amerikai (1905–1995)
- Fridrik Thor Fridriksson izlandi (1954–)
- Lionel Friedberg dél-afrikai természetfilmes
- William Friedkin amerikai (1935–2023), Oscar-díjas, Francia kapcsolat, Az ördögűző
- Su Friedrich amerikai (1954–)
- Fukaszaku Kindzsi japán (1930–2003)
- Lucio Fulci olasz (1927–1996)
- Sam Fuller amerikai (1912–1997), Zsebtolvaj, Shock Corridor
- Antoine Fuqua amerikai (1965–)

## G
- Serge Gainsbourg francia (1928–1991)
- Leonyid Gajdaj orosz (1923–1993)
- Harry Gamboa mexikói-amerikai (1951–)
- Abel Gance francia (1889–1981), Napóleon, A száguldó kerék
- Carla Garapedian amerikai dokumentumfilmes (1961–)
- Andy García kubai-amerikai (1956–)
- Tay Garnett amerikai (1894–1977), A postás mindig kétszer csenget
- Louis Garrel francia (1983–)
- Philippe Garrel francia (1948–)
- Romain Gary  litván-francia (1914–1980)
- William Garwood amerikai (1884–1950)
- Vittorio Gassman olasz (1922–2000)
- Louis J. Gasnier francia (1875–1963)
- Tony Gatlif francia (1948–)
- Nils Gaup norvég (1955–)
- Alekszej German orosz (1938–2013)
- Pietro Germi olasz (1914–1974), Válás olasz módra
- Clyde Geronimi olasz-amerikai (1901–1989)
- Subhash Ghai indiai (1945–)
- Ritwik Ghatak bengáli-indiai (1925–1976), The Cloud-Capped Star
- Bahman Ghobadi iráni-kurd (1969–)
- Mel Gibson amerikai (1956–), Oscar-díjas, A rettenthetetlen, A passió
- John Gielgud angol (1904–2000)
- Lewis Gilbert angol (1920–2018), Rita többet akar: szebb dalt énekelni
- Terry Gilliam amerikai-angol (1940–), Gyalog galopp, Brazil
- Pavel Giroud kubai (1973–)
- Tony Gilroy amerikai (1956–), Michael Clayton
- Amos Gitai izraeli (1950–), Kippur
- Jonathan Glazer angol (1966–)
- Peter Glenville angol-amerikai (1913–1996),  Becket
- Theo van Gogh holland (1957–2004)
- Jean-Luc Godard francia (1930–2022), Kifulladásig, A megvetés
- Menahem Golan izraeli (1929–2014)
- Bobcat Goldthwait amerikai (1962–)
- Michel Gondry francia (1963–)
- Alejandro González Iñárritu mexikói (1963–), Korcs szerelmek
- Adoor Gopalakrishnan indiai (1941–)
- Stuart Gordon amerikai (1947–)
- Gosa Hideo japán (1929–1992)
- Edmund Goulding angol (1891–1959), Grand Hotel
- Bruce Gowers angol (1940–2023), American Idol
- F. Gary Gray amerikai (1969–)
- David Gordon Green amerikai (1975–)
- Peter Greenaway brit (1942–), A szakács, a tolvaj, a feleség és a szeretője
- Paul Greengrass angol (1955–),  A United 93-as, A Bourne-csapda, Zöld zóna
- John Grierson skót dokumentumfilmes (1898–1972)
- Jean Gremillon francia (1901–1959)
- John Greyson kanadai (1960–)
- D. W. Griffith amerikai (1875–1948), Egy nemzet születése, Türelmetlenség, Letört bimbók, Út a boldogság felé
- Murray Grigor skót (1939–)
- Val Guest brit (1911–2006)
- John Guillermin angol (1925–2015)
- Sacha Guitry francia (1885–1957), Egy szélhámos naplója
- Yilmaz Güney török (1937–1984), Az út
- Hrafn Gunnlaugsson izlandi (1948–)
- Alice Guy Blaché francia (1873–1968)

## H
- Taylor Hackford amerikai (1944–), Ray
- Tala Hadid iraki-angol (1974–)
- Lucile Hadzihalilovic francia (1961–)
- Mikael Håfström svéd (1960–)
- Piers Haggard angol (1939–2023)
- Paul Haggis kanadai (1953–) , Ütközések, A következő három nap
- John Halas magyar rajzfilmes  (1912–1995) , Állatfarm
- Alexander Hall amerikai (1894–1968), Here Comes Mr. Jordan
- Lasse Hallström svéd (1946–), My Life as a Dog, Árvák hercege
- Bent Hamer norvég (1956–)
- Michael Haneke osztrák (1942–), Furcsa játék
- William Hanna amerikai (1910–2001) rajzfilmes
- Curtis Hanson amerikai (1945–2016), Szigorúan bizalmas
- Catherine Hardwicke amerikai (1955–)
- Renny Harlin finn-amerikai (1959–)
- Jack Harris angol (1905–1971)
- Mary Harron kanadai (1953–)
- Veronica Hart amerikai (1956–)
- Hal Hartley amerikai (1959–), A semmi ágán, Hihetetlen igazság
- Anthony Harvey angol (1930–2017), Az oroszlán télen
- Herk Harvey amerikai (1924–1996)
- Henry Hathaway amerikai (1898–1985), A bengáli lándzsás élete
- Elo Havetta szlovák (1938–1975)
- Howard Hawks amerikai (1896–1977), York őrmester, A sebhelyes arcú
- Salma Hayek mexikói-amerikai (1966–)
- David Hayman skót (1948–)
- Todd Haynes amerikai (1961–), Távol a mennyországtól
- Michel Hazanavicius francia (1967–), Oscar-díjas, The Artist – A némafilmes
- Anne Heche amerikai (1969–2022)
- Joszif Hejfic orosz (1905–1995)
- Brian Helgeland amerikai (1961–)
- Monte Hellman amerikai (1932–2021), Two-Lane Blacktop
- David Hemmings brit (1941–2003)
- Frank Henenlotter amerikai (1950–)
- Buck Henry amerikai (1930–2020), Ép testben épp hogy élek
- Jim Henson amerikai (1936–1990)
- Perry Henzell jamaikai (1936–2006), The Harder They Come
- Michael Herbig német (1968–)
- Marshall Herskovitz amerikai (1952–)
- Juraj Herz szlovák-cseh (1934–2018)
- Werner Herzog német (1942–), Fitzcarraldo, Nosferatu: Az éjszaka fantomja
- Jared Hess amerikai (1979–)
- Jerusha Hess amerikai (1980–)
- Scott Hicks ausztrál (1953–), Ragyogj!
- Jack Hill amerikai (1933–)
- George Roy Hill amerikai (1921–2002), Oscar-díjas, Butch Cassidy és a Sundance kölyök, A nagy balhé
- Walter Hill amerikai (1942–)
- Arthur Hiller kanadai (1923–2016), Love Story
- Art Hindle kanadai (1948–)
- Hiroki Rjúicsi japán (1954–)
- Alfred Hitchcock angol (1899–1980), A Manderley-ház asszonya, Hátsó ablak, Psycho
- Ho Ping tajvani (1958–)
- Mike Hodges angol (1932–2022), Öld meg Cartert!
- Jerzy Hoffman lengyel (1932–)
- Michael Hoffman német (1961–)
- Jack Hofsiss amerikai (1950–2016), Macska a forró tetőn (TV-film)
- Savage Steve Holland amerikai (1960–) rajzfilmes
- Agnieszka Holland lengyel (1948–), Európa, Európa
- Seth Holt angol (1923–1971)
- Tobe Hooper amerikai (1943–2017), Poltergeist - Kopogó szellem, A texasi láncfűrészes mészárlás
- Tom Hooper brit-ausztrál (1972–), Oscar-díjas, A király beszéde
- Stephen Hopkins jamaicai (1958–)
- Dennis Hopper amerikai (1936–2010)
- Hou Hsiao-Hsien (Hsiao-Hsien Hou) tajvani (1947–), A bábművész
- Leslie Howard, (Steiner László) angol (1893–1943)
- Ron Howard amerikai (1954–), Oscar-díjas, Egy csodálatos elme, Frost/Nixon
- Marlen Hucijev orosz (1925–2019)
- Hugh Hudson angol (1936–2023), Tűzszekerek, Bukott angyalok
- Howard Hughes amerikai (1905–1976)
- John Hughes amerikai (1950–2009), 101 kiskutya, Reszkessetek betörök!-trilógia
- Danièle Huillet francia (1936–2006),Too Early, Too Late
- Sammo Hung kínai (1952–)
- John Huston amerikai (1906–1987), Oscar-díjas, A Sierra Madre kincse, Aszfaltdzsungel, Moulin Rouge
- Brian G. Hutton amerikai (1935–2014)
- Peter Hyams amerikai (1943–)
- Nicholas Hytner angol (1956–), György király

## I, Í
- Icsikava Kon japán (1915–2008), Tokiói olimpia, A burmai hárfa
- Im Kwon-Taek dél-koreai (1936–)
- Imamura Sóhei japán (1926–2006), Narajama balladája
- Inagaki Hirosi japán (1905–1980)
- Alejandro González Iñárritu mexikói (1963–), Babel, Korcs szerelmek
- Rex Ingram ír származású amerikai (1892–1950)
- Otar Ioszeliani grúz (1934–)
- Itami Dzsúzó japán (1933–1997), Tampopo
- Ivan Ivanov-Vano orosz rajzfilmes (1900–1987)
- Joris Ivens német dokumentumfilmes (1898–1989), Széltörténet
- James Ivory amerikai (1928–), Szoba kilátással, Napok romjai, Szellem a házban

## J
- Peter Jackson új-zélandi (1961–), Oscar-díjas, A Gyűrűk Ura trilógia, Mennyei teremtmények
- Sarah Jacobson amerikai (1971–2004)
- Jackie Chan kínai (1954–)
- Jamada Jódzsi japán (1931–)
- Just Jaeckin francia (1940–2022)
- Henry Jaglom angol (1941–)
- Steve James amerikai (1955–), Hoop Dreams
- Jim Jarmusch amerikai (1953–), Hervadó virágok, Szellemkutya, Törvénytől sújtva, Florida, a paradicsom
- Jang Jun-hwan dél-koreai (1970–)
- Derek Jarman angol (1942–1994), Caravaggio
- Jay Chou kínai (1979–)
- Jia Zhangke kínai (1970–)
- Jiang Wen kínai (1963–)
- Humphrey Jennings angol (1907–1950) dokumentumfilmes
- Risto Jarva finn (1934–1977)
- Patty Jenkins amerikai (1971–)
- Norman Jewison  kanadai (1926–2024), Hegedűs a háztetőn, Holdkórosok
- Jean-Pierre Jeunet francia (1953–), Delicatessen, Amélie csodálatos élete
- Jaromil Jireš cseh (1935–2001)
- Phil Joanou kanadai (1961–)
- Alejandro Jodorowsky orosz-mexikói (1929–), A vakond
- Roland Joffé angol-francia (1945–), A misszió, Gyilkos mezők
- Clark Johnson amerikai (1954–)
- Don Johnson amerikai (1949–)
- Joe Johnston amerikai (1950–)
- Ariana Jolle amerikai (1946–)
- Terry Jones walesi (1942–2020), Gyalog galopp, Brian élete
- Chuck Jones amerikai (1912–2002)
- Spike Jonze amerikai (1969–), A John Malkovich menet, Adaptáció
- Neil Jordan ír (1950–), Síró játék, A kis véreskezű
- Erland Josephson svéd (1923–2012)
- Jon Jost amerikai (1943–), Last Chants for a Slow Dance
- Geir Hansteen Jörgensen svéd (1968–)
- Mike Judge amerikai (1962–)
- Miranda July amerikai (1974–)
- Szergej Jutkevics orosz (1904–1985)

## K
- Karel Kachyňa cseh (1924–2004), A fül
- Ján Kadár szlovák (1918–1979), Üzlet a korzón
- Alekszandr Kajdanovszkij orosz (1946–1995)
- Csen Kaj-ko kínai (1952–)
- Mihálisz Kakojánisz görög (1922–2011), Zorba, a görög
- Mihail Kalatozov grúz (1903–1973), Szállnak a darvak
- Kamal (Kamaluddin Mghammed) maláj (1957–)
- Janusz Kamiński lengyel (1959–)
- Marek Kamiński lengyel (1964–)
- Radzs Kapur indiai (1924–1988)
- Shekhar Kapur indiai (1945–), Elizabeth
- Pekka Karjalainen finn (1961–)
- Roman Karmen orosz (1906–1978)
- Lawrence Kasdan amerikai (1949–), A test melege, A nagy borzongás
- Mathieu Kassovitz francia (1967–)
- Aaron Katz amerikai (1981–)
- Lloyd Kaufman amerikai (1945–)
- Philip Kaufman amerikai (1936–), Az igazak
- Aki Kaurismäki finn (1957–), Ariel
- Mika Kaurismäki finn (1955–)
- Helmut Käutner német (1908–1980)
- Jerzy Kawalerowicz lengyel (1922–2007)
- Tony Kaye angol (1952–)
- Elia Kazan amerikai (1909–2003), Oscar-díjas, Úri becsületszó, A vágy villamosa, A rakparton, Édentől keletre
- Buster Keaton amerikai (1895–1966), Isten hozta!, Ifjabb Sherlock Holmes, Hét esély
- Diane Keaton amerikai (1946–)
- Gene Kelly amerikai (1912–1996), Egy nap New Yorkban, Ének az esőben
- Richard Kelly amerikai (1975–)
- Alex Kendrick amerikai (1970–)
- Charlotte Kerr német (1927–2011)
- James Kerwin amerikai (1973–)
- William Kennedy Dickson brit (1860–1935)
- Abbas Kiarostami iráni (1940–2016), Közelkép, Az olajligeten át
- Krzysztof Kieślowski lengyel (1941–1996), Három szín: Piros, Veronika kettős élete
- Kim Gidok dél-koreai (1960–2020)
- Max W. Kimmich német (1893–1980)
- Henry King amerikai (1886–1982), Bernadette dala, Wilson
- Kinugasza Teinoszuke japán (1896–1982)
- Levent Kırca török (1948–2015)
- Kitamura Rjúhei japán (1969–)
- Kitano Takesi japán (1947–)
- Alf Kjellin svéd (1920–1988)
- Cédric Klapisch francia (1961–)
- Elem Klimov orosz (1933–2003), Hurrá, nyaralunk!, Agónia
- David Koepp amerikai (1963–)
- Jenji Kohan amerikai (1969–)
- Kon Szatosi japán (1963–2010) mangaanimátor
- Andrej Koncsalovszkij orosz (1937–)
- Alexander Korda magyar-angol (1893–1956), VIII. Henrik magánélete
- Zoltan Korda magyar-angol (1895–1961)
- Koreeda Hirokazu japán (1962–)
- Harmony Korine amerikai (1973–)
- Baltasar Kormákur izlandi (1966–)
- Henry Koster német (1905–1988), The Bishop's Wife
- Jan Kounen holland-német (1964–)
- Kovács Klaudia magyar-amerikai
- Grigorij Kozincev orosz (1905–1973)
- Kövessy Zsolt magyar-kanadai
- Stanley Kramer amerikai (1913–2001), Ítélet Nürnbergben, Hajlíthatatlanok
- Tim Kring amerikai (1957–)
- Eric Kripke amerikai (1974–)
- Stanley Kubrick amerikai (1928–1999), 2001: Űrodüsszeia, Mechanikus narancs, Tágra zárt szemek, Dr. Strangelove, avagy rájöttem, hogy nem kell félni a bombától, meg is lehet szeretni
- George Kuchar amerikai  (1942–2011), Hold Me While I'm Naked
- Lev Kulesov orosz (1899–1970), Halálsugár, A törvény nevében, Horizont
- Roger Kumble amerikai (1966–)
- Zacharias Kunuk kanadai (1957–)
- Kuroszava Akira japán (1910–1998), A vihar kapujában, A hét szamuráj, Derszu Uzala, Káosz
- Kuroszava Kijosi japán (1955–)
- Emir Kusturica szerb (1954–), Underground, A papa szolgálati útra ment
- Stanley Kwan kínai (1957–)

## L
- Nadine Labaki libanoni (1974–)
- Neil LaBute amerikai (1963–)
- Ringo Lam Hongkongi (1955–2018)
- John Landis amerikai (1950–)
- Fritz Lang német–amerikai (1890–1976), Metropolis, M - Egy város keresi a gyilkost
- Walter Lang amerikai (1896–1972), Anna és a sziámi király
- Rémi Lange francia (1969–)
- Claude Lanzmann francia (1925–2018), Shoah
- Janez Lapajne szlovén (1967–)
- Alberto Lattuada olasz (1914–2005)
- Andrew Lau kínai (1960–)
- Jude Law angol (1972–)
- Marc Lawrence amerikai (1959–)
- David Lean angol (1908–1991), Oscar-díjas, Híd a Kwai folyón, Arábiai Lawrence, Doktor Zsivágo
- Patrice Leconte francia (1947–), Rizsporos intrikák
- Ang Lee tajvani-amerikai (1954–), Oscar-díjas, Tigris és sárkány, Túl a barátságon, Értelem és érzelem
- Danny Lee kínai (1952–)
- Joie Lee amerikai (1962–)
- Spike Lee amerikai (1957–), Szemet szemért
- Wang Leehom kínai-amerikai (1976–)
- Mike Leigh angol (1943–), Titkok és hazugságok, Vera Drake
- Danny Leiner (1961–2018) Kalandférgek, Hé haver, hol a kocsim?, New York arcai
- Michael Lehmann amerikai (1957–)
- Claude Lelouch francia (1937–), Egy férfi és egy nő
- Umberto Lenzi olasz (1931–2017)
- Robert Z. Leonard amerikai (1889–1968), A nagy Ziegfeld, The Divorcee
- Sergio Leone olasz (1929–1989), Volt egyszer egy Vadnyugat, Egy maréknyi dollárért, A Jó, a Rossz és a Csúf
- Robert Lepage kanadai (1957–)
- Mervyn LeRoy amerikai (1900–1987), Random Harvest, A kis cézár
- Richard Lester amerikai (1932–), Help!, Egy nehéz nap éjszakája
- Barry Levinson amerikai (1942–), Oscar-díjas, Esőember, Bugsy, Jó reggelt, Vietnam!
- Shawn Levy amerikai (1967–)
- Jerry Lewis amerikai (1926–2017), A nők kedvence, Dilidoki
- Jet Li kínai (1963–), Shaolin templom, Kínai történet
- Li Jang (Li Yang) kínai (1959–)
- Luciano Ligabue (Liga) olasz (1960–)
- Doug Liman amerikai (1965–), A Bourne-rejtéy, Mr. és Mrs. Smith
- Max Linder francia (1883–1925)
- Willy Lindwer holland (1946–)
- Richard Linklater amerikai (1960–), Henyék
- Anatole Litvak orosz (1902–1974), Kigyóverem, Tábornokok éjszakája
- Frank Lloyd brit (1886–1960), Oscar-díjas, Lázadás a Bountyn, Kavalkád
- Ken Loach brit (1936–), Kes
- Joshua Logan , Sayonara, Picnic
- Robert Longo amerikai (1953–)
- Del Lord kanadai (1894–1970)
- Lou Ye kínai (1965–)
- Ernst Lubitsch német (1892–1947), Szerelmi parádé, Ninocska, Lenni vagy nem lenni
- George Lucas amerikai (1944–), Amerikai Graffiti, Csillagok háborúja sorozat
- Baz Luhrmann ausztrál (1962–),Moulin Rouge!, Kötelező táncok
- Sidney Lumet amerikai (1924–2011), Tizenkét dühös ember, Hálózat, Az ítélet
- Leopold Lummerstorfer osztrák (1968–)
- Auguste és Louis Lumière franciák
  - Auguste  (1862–1954)
  - Louis (1864–1948)
- Bigas Luna spanyol (1946–2013), Sonka, sonka
- Dolph Lundgren svéd (1957–), Terrorcsapda
- Ida Lupino angol (1918–1995), A házasságszédelgő
- Rod Lurie izraeli-amerikai (1962–)
- David Lynch amerikai (1946–), Veszett a világ, Dűne, Mulholland Drive – A sötétség útja, Kék bársony
- Adrian Lyne angol (1941–), Végzetes vonzerő, Jákob lajtorjája
- Jonathan Lynn angol (1943–)

## M
- Kevin Macdonald skót (1967–), Az utolsó skót király, Zuhanás a csendbe
- Gustav Machaty cseh (1901–1963)
- Alexander Mackendrick skót-amerikai (1912–1993), Whiskyt vedelve, Betörő az albérlőm
- David Mackenzie skót (1966–)
- Gillies MacKinnon skót (1948–)
- Guy Maddin kanadai (1956–), Arkangyal
- John Madden angol  (1949–), Szerelmes Shakespeare, Correli kapitány mandolinja
- Dušan Makavejev szerb (1932–2019), W.R. avagy egy organizmus misztériuma
- Mohsen Makhmalbaf iráni (1957–), Kandahár, Gabbeh
- William Malone amerikai (1953–)
- Bam Margera amerikai (1979–)
- Louis Malle francia (1932–1995), Atlantic City, Lacombe Lucien
- David Mallet (1945–) brit videóklip rendező
- Terrence Malick amerikai (1943–), Az őrület határán, Az élet fája
- Nils Malmros dán (1944–)
- David Maloney angol (1933–2006)
- Manakis testvérek macedón-török
  - Ianachia (1878–1954)
  - Milton Manachia (1882–1964)
- Mata János (1934–2017) magyar animációs-, tévé- és dokumentumfilm-rendező.
- Milčo Mančevski macedón (1959–)
- Anthony Mandler amerikai (1973–)
- Luis Mandoki mexikói (1954–)
- Nino Manfredi olasz (1921–2004)
- James Mangold amerikai (1963–)
- Joseph L. Mankiewicz amerikai (1909–1993), Oscar-díjas, A csendes amerikai, Mindent Éváról, Egy levél három asszonynak
- Anthony Mann amerikai (1906–1967), A 73-as winchester, A meztelen nyom
- Delbert Mann amerikai (1920–2007), Oscar-díjas, Marty
- Michael Mann amerikai  (1943–), A bennfentes, Szemtől szembe
- Sophie Marceau francia (1966–)
- Antonio Margheriti olasz (1930–2002)
- Stuart Margolin amerikai  (1940–2022)
- José Mojica Marins brazil (1936–2020)
- Frances Marion amerikai (1888–1973)
- Chris Marker francia (1921–2012), Nap nélkül, A kilátóterasz
- Laïla Marrakchi marokkói (1975–)
- Frank Marshall amerikai (1946–)
- Garry Marshall amerikai (1934–2016), Micsoda nő!
- Neil Marshall angol (1970–)
- Penny Marshall amerikai (1942–2018), Segítség, felnőttem!
- Rob Marshall, Chicago
- Marco Martins portugál (1972–)
- James Mason angol (1909–1984)
- Nico Mastorakis görög (1941–)
- Maszumura Jaszuzó japán (1924–1986)
- Sean Mathias angol (1956–)
- Leo McCarey amerikai (1898–1969), Oscar-díjas, Kár volt hazudni, A magam útját járom
- Paul McGuigan skót (1963–)
- John McKay skót  (1965–) TV sor. Élet a Marson. Robin Hood
- Lucky McKee amerikai (1975–)
- Robert McKimson amerikai (1910–1977)
- Norman McLaren kanadai (1914–1987) rajzfilmes
- John McTiernan amerikai (1951–)
- Shane Meadows angol (1972–), Ez itt Anglia
- Holger Meins német (1941–1974)
- Sam Mendes angol (1965–), Oscar-díjas, Amerikai szépség
- Chris Menges angol (1940–)
- Jiří Menzel cseh (1938–2020), Szigorúan ellenőrzött vonatok
- Deepa Mehta indiai (1950–)
- Dáriús Mehrdzsúi iráni (1939–2023)
- Fernando Meirelles brazil (1955–), Isten városa
- Georges Méliès francia (1861–1938), Utazás a Holdba
- Metzner Ernő magyar-német (1892–1953)
- Saul Metzstein skót (1970–)
- Russ Meyer amerikai  (1922–2004), Gyorsabban, cicababa! Ölj! Ölj!
- Leah Meyerhoff amerikai rajzfilmes  (1979–)
- Oscar Micheaux amerikai (1884–1951), Közöttünk történt
- Roger Michell angol (1956–)
- Nyikita Mihalkov orosz (1945–)
- Miike Takasi japán (1960–), Meghallgatás
- Zdeněk Miler cseh (1921–2011), Kisvakond kalandjai rajzfilmek
- Lewis Milestone amerikai (1895–1980), Oscar-díjas, Nyugaton a helyzet változatlan
- John Milius amerikai (1944–)
- Bennett Miller amerikai  (1966–), Capote, Pénzcsináló
- Frank Miller amerikai (1957–)
- George Miller ausztrál (1945–), Mad Max
- Kara Miller jamaikai
- Vincente Minnelli amerikai (1903–1986), Oscar-díjas, Egy amerikai Párizsban, Gigi
- Anthony Minghella brit (1954–2008), Oscar-díjas , Az angol beteg
- John Cameron Mitchell amerikai (1963–)
- Noël Mitrani kanadai (1969–)
- Mijazaki Hajao japán (1941–), Oscar-díjas rajzfilmes, A vadon hercegnője, A vándorló palota
- Mizogucsi Kendzsi japán (1898–1956), Oszakai elégia, Gioni nővérek
- Édouard Molinaro francia (1928–2013), Őrült nők ketrece
- Rauni Mollberg finn (1929–2007)
- Mario Monicelli olasz (1915–2010)
- Simon Monjack angol (1970–2010)
- Cesar Montano  Fülöp-szigeteki (1962–)
- Lukas Moodysson svéd (1969–)
- Alexander Moore
- Michael Moore amerikai (1954–) , Fahrenheit 9/11, Roger és én
- Robert Moore amerikai (1927–1984)
- Jacobo Morales Puerto Ricó-i (1934–)
- Nanni Moretti olasz (1953–), A fiú szobája, Kedves naplóm
- Desmond Morris brit (1928–)
- Errol Morris amerikai (1948–), A keskeny, kék vonal
- Greg Mottola amerikai (1964–)
- Allan Moyle kanadai (1947–)
- Russell Mulcahy ausztrál (1953–)
- Robert Mulligan amerikai (1925–2008), Ne bántsátok a feketerigót!
- Geoff Murphy új-zélandi (1938–2018), Csendes föld, Utu
- Ryan Murphy amerikai (1965–)
- Friedrich Wilhelm Murnau német (1888–1931), Nosferatu, Virradat, Tabu
- Daniel Myrick amerikai (1961–), Ideglelés

## N
- Amir Naderi iráni (1946–)
- Mira Nair  indiai (1957–), Esküvő monszun idején
- Nakata Hideo japán (1961–), A kör
- Narusze Mikio japán (1905–1969)
- Vincenzo Natali amerikai (1969–)
- Gregory Nava amerikai (1949–), Észak
- Mihail Nazarenko orosz (1953–1993), Pripjaty város kitelepítése
- Jean Negulesco román  (1900–1993) , Johnny Belinda, Hello-Goodbye
- Laura Neri görög-olasz
- Franco Nero olasz (1941–)
- Mike Newell angol (1942–), Négy esküvő és egy temetés
- Paul Newman amerikai (1925–2008)
- Lionel Ngakane dél-afrikai (1920–2003)
- Fred Niblo amerikai (1874–1948)
- Andrew Niccol új-zélandi (1964–)
- Maurizio Nichetti olasz (1948–)
- Mike Nichols amerikai (1931–2014), Oscar-díjas, Nem félünk a farkastól, Diploma előtt
- Jack Nicholson amerikai (1937–)
- Sergiu Nicolaescu román (1930–2013), Dákok, Vitéz Mihály
- Leonard Nimoy amerikai (1931–2015)
- Marcus Nispel német–amerikai (1963–)
- Gaspar Noé argentin (1963–)
- Christopher Nolan brit (1970–), Memento
- Chris Noonan , Babe, Babe: Kismalac a nagyvárosban
- Syed Noor pakisztáni (1951–)
- Matt Norman ausztrál (1971–)
- Jehane Noujaim egyiptomi (1974–)
- Phillip Noyce ausztrál (1950–)
- Bruno Nuytten francia (1945–)

## O, Ó
- Damien O’Donnell angol  (1967–), A kelet az kelet, Lélekben táncolok
- Kingsley Ogoro nigériai
- Izu Ojukwu nigériai
- Okamoto Kihacsi japán (1924–2005)
- Sidney Olcott kanadai (1873–1949)
- Gary Oldman angol  (1958–), Éhkoppon
- Stig Olin svéd (1920–2008)
- Manoel de Oliveira portugál (1908–2015)
- Laurence Olivier angol  (1907–1989), Hamlet, III. Richárd, V. Henrik
- Ermanno Olmi olasz (1931–2018), A facipő fája
- Gunnar Olsson svéd (1904–1983)
- Max Ophüls német (1902–1957), Körbe-körbe, Levél egy ismeretlen asszonytól, Vakmerő pillanat
- Osii Mamoru japán (1951–)
- Ósima Nagisza japán (1932–2013), Az érzékek birodalma
- Richard Oswald amerikai (1880–1963)
- Ótomo Kacuhiro japán (1954–)
- Katrin Ottarsdóttir feröeri (1957–)
- Idrissa Ouedraogo Burkina Faso-i (1954–)
- Cheick Oumar Sissoko maláj (1945–)
- Frank Oz amerikai (1944–), Muppet Show tv-sorozat
- François Ozon francia (1967–)
- Ozu Jaszudzsiró japán (1903–1963)

## Ö, Ő
- Ferzan Özpetek török-olasz (1959–)

## P
- Georg Wilhelm Pabst osztrák (1885–1967), Pandora szelencéje
- P. Padmarajan Pillai indiai (1945–1991)
- Marcel Pagnol francia (1895–1974), A pék felesége
- Jean Painlevé francia (1902–1989) dokumentumfilmes
- Alan J. Pakula amerikai (1928–1998), Az elnök emberei, Klute
- Gleb Panfilov orosz (1934–2023), A tűzön nincs átkelés, Az anya, A Romanovok
- Paprika Steen dán (1964–)
- Park Chan-Wook dél-koreai (1963–)
- Szergej Paradzsanov orosz-örmény (1924–1990), Elfelejtett ősök árnyai, A gránátalma színe
- Alan Parker angol (1944–2020), Éjféli expressz, Lángoló Mississippi
- Trey Parker amerikai (1969–), South Park tv-sorozat
- Dean Parisot amerikai (1952–). Miért éppen Alaszka?, Monk-Flúgos nyomozó, A férjem védelmében
- Reza Parsa iráni-svéd (1968–), Vihar előtti csend
- Gabriel Pascal magyar-német–amerikai (1894–1954), Pygmalion (1938), Cézár és Cleopátra (1945)
- Adrian Pasdar amerikai (1965–), Cement
- Goran Paskaljevic szerb (1947–)
- Pier Paolo Pasolini olasz  (1922–1975), Mamma Róma, Máté evangéliuma, Canterbury mesék
- Ivan Passer cseh-amerikai (1933–2020)
- Anand Patwardhan indiai dokf.  (1950–),
- Alexander Payne amerikai (1961–), Kerülőutak, Utódok
- Raoul Peck haiti (1953–)
- Sam Peckinpah amerikai (1925–1984), A vad banda, Szalmakutyák
- Mark Pellington amerikai (1962–)
- Arthur Penn amerikai (1922–2010), A csodatevő, Bonnie és Clyde, Kis nagy ember
- Sean Penn amerikai (1960–), Carlito útja, Játsz/ma, Titokzatos folyó
- Ivan Perestiani orosz (1870–1959)
- Lester James Peries Sri Lanka-i (1919–2018)
- Léonce Perret francia (1880–1835)
- Frank Perry , David és Lisa
- Jacques Perri francia
- Wolfgang Petersen német (1941–2022), A tengeralattjáró
- Elio Petri olasz (1929–1982)
- Daniel Petrie kanadai (1920–2004)
- Dieter Pfaff német (1947–2013)
- Julie Pfleiderer német (1979–)
- Maurice Pialat francia (1925–2003), A vagány
- Pratja Pinkeo thai (1962–), Ong-bak–A thai boksz harcosa
- Harold Pinter angol (1930–2008)
- Lucian Pintilie román (1933–2018)
- Gérard Pirès francia (1942–)
- Ivan Pirjev orosz (1901–1968)
- Puttanna Kanagal  indiai (1933–1985)
- Michele Placido olasz (1946–)
- Roger Planchon francia (1931–2009)
- Jean-Marie Poiré francia (1945–), Jöttünk, láttunk, visszamennénk
- Sidney Poitier amerikai (1927–2022)
- Roman Polański lengyel-amerikai (1933–), Oscar-díjas, Egy tiszta nő, Kínai negyed, Vámpírok bálja
- Sydney Pollack amerikai (1934–2008), Oscar-díjas, Távol Afrikától, Aranyoskám, A Keselyű három napja, A lovakat lelövik, ugye?
- Kay Pollak svéd (1938–)
- Pong Dzsunho dél-koreai (1969–)
- Gillo Pontecorvo olasz  (1919–2006) , Az algíri csata
- Edwin S. Porter amerikai (1870–1941), A nagy vonatrablás
- Ted Post amerikai (1918–2013), A majmok bolygója 2, A Magnum ereje, Akasszátok őket magasra
- Michael Powell angol (1905–1990), Blimp ezredes élete és halála, Diadalmas szerelem
- Sally Potter  angol (1949–)
- Otto Preminger osztrák-amerikai (1905–1986), Laura, The Cardinal, Egy gyilkosság anatómiája
- Emeric Pressburger magyar-angol (1902–1988), Blimp ezredes élete és halála, Diadalmas szerelem
- Sarah Price amerikai (1970–)
- Alex Proyas ausztrál (1963–)
- Alekszandr Ptusko orosz (1900–1973)
- Vszevolod Pudovkin orosz (1893–1953), Anya, Rettegett Iván, Vihar Ázsia felett

## Q
- Quay testvérek amerikaiak
  - Stephen  (1947–)
  - Timothy (1947–)
- Richard Quine amerikai (1920–1989)

## R
- Michael Radford angol (1946–), Neruda postása
- Bob Rafelson amerikai (1933–2022)
- Sam Raimi amerikai (1959–), Pókember 1, 2, 3,, Gonosz halott
- Yvonne Rainer amerikai (1934–)
- Harold Ramis amerikai (1944–2014), Idétlen időkig
- Mani Ratnam indiai (1956–)
- Brett Ratner amerikai (1969–)
- Man Ray amerikai (1890–1976)
- Nicholas Ray amerikai (1911–1979), Egy magányos helyen, Johnny Guitar
- Rick Ray amerikai
- Satyajit Ray indiai (1921–1992), Az út éneke, A legyőzhetetlen
- Eric Red amerikai (1961–)
- Robert Redford amerikai (1936–), Oscar-díjas, Átlagemberek, Kvíz show
- Carol Reed angol (1906–1976), Oscar-díjas, A harmadik ember, Oliver!
- Matt Reeves amerikai (1966–)
- Godfrey Reggio amerikai (1940–), Kizökkent világ
- Carl Reiner amerikai (1922–2020), A pacák
- Rob Reiner amerikai (1947–), Állj mellém!
- Max Reinhardt osztrák (1873–1943)
- Karel Reisz cseh (1926–2002), Szombat este és vasárnap reggel
- Ivan Reitman kanadai (1946–2022), Szellemirtók
- Jason Reitman kanadai-amerikai (1977–), Juno, Egek ura
- Jean Renoir francia (1894–1979), A nagy ábránd, A játékszabály
- Alain Resnais francia (1922–2014), Tavaly Marienbadban, Szerelmem, Hirosima
- Burt Reynolds amerikai (1936–2018)
- John Rich amerikai (1925–2012)
- Pierre Richard francia (1934–)
- Tony Richardson angol (1928–1991), Tom Jones, Egy csepp méz
- W. D. Richter amerikai (1945–)
- Leni Riefenstahl német (1902–2003), Az akarat diadala
- Arturo Ripstein mexikói (1943–)
- Guy Ritchie angol (1968–), A ravasz, az agy, és két füstölgő puskacső
- Martin Ritt amerikai (1914–1990), Hud, A kém, aki a hidegből jött
- Phanna Ritthikraj thai (1961–2014)
- Dino Risi olasz   (1916–2008)
- Jacques Rivette francia (1928–2016), Celine és Julie csónakázni megy, A szép bajkeverő
- Saeed Rizvi pakisztáni (1954–)
- Jay Roach amerikai (1957–), Apádra ütök
- Alain Robbe-Grillet francia (1922–2008)
- Jerome Robbins amerikai (1918–1998), Oscar-díjas, West Side Story
- Tim Robbins amerikai (1958–), Ments meg, Uram!
- Bruce Robinson angol (1946–), Mi ketten
- Phil Alden Robinson amerikai (1950–)
- Mark Robson kanadai-amerikai (1913–1978), A hetedik áldozat
- Glauber Rocha brazil (1939–1981), Isten és Ördög a Nap földjén
- Robert Rodríguez mexikói-amerikai (1968–)
- John Roecker amerikai (1966–)
- Nicolas Roeg angol (1928–2018), Vándorrege, Ne nézz vissza!
- Éric Rohmer francia (1920–2010), Éjszakám Maudnál, A tél meséje
- George A. Romero amerikai (1940–2017), Az élőhalottak éjszakája
- Mihail Romm orosz (1901–1971), Sivatagi 13-ak, Hétköznapi fasizmus
- Bernard Rose angol (1960–)
- Stuart Rosenberg amerikai (1927–2007), Bilincs és mosoly
- Rick Rosenthal amerikai (1949–)
- Francesco Rosi olasz (1922–2015), Jézus megállt Ebolinál, Három fivér
- Herbert Ross amerikai (1927–2001), The Turning Point
- Robert Rossen amerikai (1908–1966), A svindler, A király összes embere
- Roberto Rossellini olasz (1906–1977), Róma nyílt város, Paisa
- Eli Roth amerikai (1972–)
- Patricia Rozema kanadai (1958–)
- Wesley Ruggles amerikai (1889–1972), Cimarron
- Richard Rush amerikai (1929–2021), A kaszkadőr
- David O. Russell amerikai (1958–), The Fighter - A harcos, Sivatagi cápák
- Ken Russell angol (1927–2011), Szerelmes asszonyok
- Walter Ruttmann német (1887–1941)
- Zbigniew Rybczyński lengyel (1949–)
- Mark Rydell amerikai (1935–), Aranytó

## S
- Bob Saget amerikai (1956–2022)
- Walter Salles brazil (1956–), Központi pályaudvar, Egy motoros naplója
- Shakti Samanta indiai (1926–2009)
- Richard C. Sarafian amerikai (1930–2013)
- Carlos Saura spanyol (1932–2023), Carmen, Nevelj hollót...
- Claude Sautet francia (1924–2000)
- Tom Savini amerikai (1946–)
- Geoffrey Sax angol-amerikai TV-film, Fehér zaj, 001-Az első bevetés
- John Sayles amerikai (1950–), Ahol a legendák születnek
- John Scagliotti amerikai
- Franklin Schaffner amerikai (1920–1989), Oscar-díjas, A tábornok, A majmok bolygója
- Frank Scheffer holland (1956–)
- Maximilian Schell osztrák (1930–2014)
- Fred Schepisi ausztrál (1939–), Jimmie Blacksmith dala
- Paul Scheuring amerikai (1968–), Túll mindenen
- Kyle Schickner amerikai
- Thomas Schlamme amerikai (1950–)
- John Schlesinger angol (1926–2003), Oscar-díjas, Éjféli cowboy, Darling, Vasárnap, átkozott vasárnap
- Volker Schlöndorff német (1939–), A bádogdob
- Julian Schnabel amerikai (1951–), Szkafander és pillangó
- Helge Schneider német (1955–)
- Renen Schorr izraeli (1952–)
- Barbet Schroeder francia-svájci (1941–), A szerencse forgandó
- Werner Schroeter német (1945–2010)
- Joel Schumacher amerikai (1939–2020)
- Ettore Scola olasz (1931–2016)
- Martin Scorsese amerikai (1942–), Oscar-díjas, Dühöngő bika, Krisztus utolsó megkísértése, Aviátor
- Leigh Scott amerikai (1972–)
- Ridley Scott angol (1937–), A nyolcadik utas: a Halál, Szárnyas fejvadász, Gladiátor
- Tony Scott angol (1944–2012), Top Gun
- Steven Seagal amerikai (1952–)
- George Seaton amerikai (1911–1979), Vidéki lány
- Susan Seidelman amerikai (1952–)
- Henry Selick amerikai (1952–)
- Ousmane Sembene francia (1923–2007), Ceddo
- Mrinal Sen bengáli (1923–2018)
- Dominic Sena amerikai (1949–)
- Mack Sennett kanadai-amerikai (1880–1960)
- Volodimir Sevcsenko ukrán (1929–1987), Nehéz hetek krónikája dok.
- Tom Shadyac amerikai (1958–)
- Andrew Shapter amerikai (1966–2019)
- Jim Sharman ausztrál (1945–), A bal lábam, The Rocky Horror Picture Show
- William Shatner kanadai (1931–)
- Ron Shelton amerikai (1945–), Baseball-bikák
- Sam Shepard amerikai (1943–2017)
- Larisa Shepitko orosz (1938–1979)
- Beatriz Sheridan mexikói (1934–2006)
- Jim Sheridan ír (1949–), A bal lábam, Apám nevében
- Gary Sherman amerikai (1945–)
- M. Night Shyamalan  indiai-amerikai (1970–), Hatodik érzék
- Csang Si-csuan kínai (1890–1954)
- George Sidney  amerikai (1916–2002)
- Don Siegel  amerikai (1912–1991), A testrablók támadása, Piszkos Harry
- Yves Simoneau kanadai (1955–)
- Sindó Kaneto japán (1912–2012), Kopár sziget, Onibaba
- Bryan Singer amerikai (1965–), Közönséges bűnözők
- Tarsem Singh indiai (1961–)
- John Singleton amerikai (1968–2019), Fekete vidék
- Gary Sinise amerikai (1955–), Egerek és emberek
- Robert Siodmak német–amerikai (1900–1973), A gyilkosok
- Douglas Sirk dán-német (1897–1987), Szélbe írva
- Victor Sjöström svéd (1879–1960), A halál fuvarosa
- Alexander Skarsgård svéd (1976–)
- Jerzy Skolimowski lengyel (1938–), Deep End
- David Slade brit (1969–), Cukorfalat
- Yannis Smaragdis görög (1946–)
- Harry Ewerett Smith amerikai (1923–1991), Heaven and Earth Magic
- Kevin Smith amerikai (1970–), Shop-stop
- Adam Smoluk kanadai (1980–)
- Michael Snow kanadai (1929–2023) rövidfilmes, Wavelength
- Michele Soavi olasz (1957–)
- Steven Soderbergh amerikai (1963–), Oscar-díjas, Traffic, Erin Brockovich, zűrös természet
- Todd Solondz amerikai (1959–), A boldogságtól ordítani
- Stephen Sommers amerikai (1962–), A múmia, A múmia visszatér
- Barry Sonnenfeld amerikai (1953–), Adams familly
- Szono Sion japán (1961–)
- Susan Sontag amerikai (1933–2004)
- Alberto Sordi olasz (1920–2003)
- Alekszandr Szokurov orosz (1951–)
- Penelope Spheeris amerikai (1945–)
- Steven Spielberg amerikai (1946–), Oscar-díjas, Indiana Jones filmek, Harmadik típusú találkozások, Cápa
- Alejandro Springall mexikói (1966–)
- John M. Stahl amnerikai (1886–1950)
- Sylvester Stallone amerikai (1946–)
- Ladislas Starevich orosz-francia (1882–1965)
- Peter Stein német (1937–)
- Stephen Chow kínai (1962–)
- Josef von Sternberg osztrák-amerikai (1894–1969), Sanghaj expressz, A kék angyal, New York kikötői
- George Stevens amerikai (1904–1975), Oscar-díjas, Egy hely a nap alatt, Idegen a vadnyugaton, Óriás
- Robert Stevenson angol (1905–1986), Mary Poppins
- Mauritz Stiller finn-svéd (1883–1928)
- Whit Stillman amerikai (1952–)
- Matt Stone amerikai (1971–), South Park' tv-sorozat
- Oliver Stone amerikai (1946–), Oscar-díjas, A szakasz, Született július 4-én
- Iginio Straffi olasz (1965–)
- Jean-Marie Straub francia (1933–2022), Too Early, Too Late
- Barbra Streisand amerikai (1942–)
- Erich von Stroheim osztrák (1885–1957), Szeszélyes asszonyok, Gyilkos arany
- Jerzy Stuhr lengyel (1947–2024)
- John Sturges amerikai (1910–1992), Az igazság napja, Újra szól a hatlövetű
- Preston Sturges amerikai (1898–1959), Sullivan utazásai, A Palm Beach történet
- Vaszilij Suksin orosz (1929–1974)
- Jan Švankmajer cseh (1934–), Alice
- Jan Svěrák cseh (1965–)
- Sun Yu kínai (1900–1990)
- Arne Sucksdorff svéd (1917–2001)
- Hans-Jürgen Syberberg német (1935–)
- Khady Sylla szenegáli (1963–)

## Sz
- Szuzuki Szeidzsun japán (1923–2017)

## T
- Rachel Talalay tévéfilmrendező
- Lee Tamahori új-zélandi (1950–)
- Alain Tanner svájci (1929–2022)
- Danis Tanović boszniai (1969–), Senkiföldje
- Andrej Tarkovszkij orosz (1932–1986), Andrej Rubljov, Solaris, Sztalker
- Quentin Tarantino amerikai (1963–), Ponyvaregény, Becstelen brigantyk
- Genndy Tartakovsky orosz-amerikai (1970–)
- Frank Tashlin amerikai (1913–1972) rajzfilmes, Művészpánik
- Jacques Tati francia (1907–1982), Hulot úr nyaral, A nagybácsim
- Norman Taurog amerikai (1899–1981), Oscar-díjas, Skippy, Boys Town
- Don Taylor amerikai (1920–1988)
- Sam Taylor amerikai (1895–1958)
- Bertrand Tavernier francia (1941–), Life and Nothing But
- Paolo és Vittorio Taviani olaszok (1931–2024), (1929–2018. ápr. 15.), Szent Lőrinc éjszakája
- Lewis Teague amerikai (1938–), Cujo, Macskaszem
- André Téchiné francia (1943–), Vad nád
- Julien Temple angol (1953–)
- Andy Tennant amerikai (1955–)
- Teoman török (1967–)
- J. Lee Thompson angol (1914–2002), A majmok bolygója 4, Navarone ágyúi
- Billy Bob Thornton amerikai (1955–), Pengeélen
- Richard Thorpe amerikai (1896–1991)
- Tien Csuang-csuang (Tian Zhuangzhuang) kínai (1952–), A kék papírsárkány
- George Tillman Jr. amerikai (1969–)
- Johnnie To hongkongi (1955–)
- James Toback amerikai (1944–)
- Ugo Tognazzi olasz (1922–1990)
- Giuseppe Tornatore olasz (1956–), Cinema Paradiso
- Ducki Tomek lengyel (1982–)
- Jacques Tourneur francia-amerikai (1904–1977), Macskaemberek, Kísért a múlt
- Maurice Tourneur francia-amerikai (1873–1961)
- David Trainer amerikai tévéfilmrendező, Sabrina, a tini boszorkány
- Pablo Trapero argentin (1971–)
- lja Trauberg orosz (1905–1948)
- Leonyid Trauberg orosz (1902–1990)
- Scott Treleaven kanadai
- Lars von Trier dán (1956–), Hullámtörés, Idióták
- Jan Troell svéd (1931–), Kivándorlók
- Margarethe von Trotta német (1942–)
- François Truffaut francia (1932–1984), Amerikai éjszaka, Négyszáz csapás
- Ming-liang Tsai tajvani (1957–)
- Tsui Hark hongkongi (1950–), Kínai történet, Peking Opera Blues
- Jon Turteltaub amerikai (1963–)
- Tom Tykwer német (1965–), A lé meg a Lola

## U, Ú
- Mihail Uljanov orosz (1927–2007)
- Edgar G. Ulmer osztrák-amerikai (1904–1972), A fekete macska, Terelőút
- Ron Underwood amerikai (1953–)
- Kinka Usher francia (1960–)
- Peter Ustinov angol (1921–2004)

## V
- Roger Vadim francia (1928–2000), Veszedelmes viszonyok,...És Isten megteremtette a nőt
- Ló Vaj kínai (1918–1996)
- Luis Valdez amerikai (1940–)
- Mike van Diem holland (1959–)
- Woodbridge Strong van Dyke amerikai  (1889–1943), San Francisco, Mégis szép az élet
- Erik Van Looy belga (1962–)
- Mario Van Peebles amerikai (1957–)
- Gus Van Sant amerikai (1952–), Good Will Hunting, Milk, Otthonom, Idaho
- Agnès Varda francia (1928–2019), Cleo 5-től 7-ig, Vagabond
- Ram Gopal Varma indiai (1962–)
- Francis Veber francia (1937–)
- Gore Verbinski lengyel-amerikai (1964–)
- Paul Verhoeven holland (1938–), Török gyümölcs, Az emlékmás
- Dziga Vertov orosz (1896–1954), Ember a felvevőgéppel
- Charles Vidor (Vidor Károly) magyar-amerikai (1900–1959), Gilda
- King Vidor amerikai (1894–1982), A bajnok, Háború és béke
- Robert G. Vignola olasz-amerikai (1882–1953)
- Jean Vigo francia (1905–1934), Magatartásból elégtelen, Atalante
- Thomas Vinterberg dán (1969–), Születésnap
- Luchino Visconti olasz (1906–1976), Megszállottság, Rocco és fivérei
- Jon Voight  amerikai (1938–)
- Florian Henckel von Donnersmarck német (1973–), A mások élete
- Lars von Trier dán (1956–)
- Vóng Ká-vaj kínai (1958–)
- Vu Tien-ming kínai (1939–2014)

## W
- Wachowski testvérek amerikaiak Mátrix filmek
  - Lana (1965–)
  - Andrew Paul (1967–)
- Michael Wadleigh amerikai (1939–) dokumentumfilmes Woodstocki fesztivál
- Wai Ka-Fai kínai (1955–) TV-filmes
- Andrzej Wajda lengyel-amerikai (1926–2016), Hamu és gyémánt, Tájkép csata után, Danton
- Randall Wallace amerikai (1949–)
- Raoul Walsh amerikai (1887–1980), A bagdadi tolvaj, Az én gallom
- Charles Walters , Lili, Gazdagok és szerelmesek
- James Wan malajziai (1977–)
- Wan testvérek 4 kínai rajzfilmes
- Sam Wanamaker amerikai (1919–1993)
- Wang Xiaoshuai kínai (1966–)
- Wang Quan'an kínai (1965–)
- Vincent Ward új-zélandi (1956–)
- Andy Warhol amerikai (1928–1987), Meztelen étterem, Magányos cowboyok
- Deborah Warner angol (1959–), Hedda Gabler, Átokföldje, II. Richárd
- Denzel Washington amerikai (1954–), Antwone Fisher története
- John Waters amerikai (1946–), Rózsaszín flamingó, Hajlakk, Szégyen és gyalázat
- Peter Watkins angol (1935–), The War Game
- Marc Webb amerikai (1974–), 500 nap nyár
- Peter Weir ausztrál (1944–), A kis szemtanú, Holt költők társasága
- Chris Weitz amerikai (1969–), Mennyé má!, Az arany iránytű, Alkonyat -Újhold
- Orson Welles amerikai (1915–1985), Aranypolgár, Macbeth, A sanghaji asszony, Az Ambersonok ragyogása
- William A. Wellman amerikai (1896–1975), Csillag születik, Battleground
- Wim Wenders német (1945–), Berlin felett az ég, Lisszaboni történet
- Lina Wertmüller olasz (1926–2021), Hétszépségű Pasqualino
- James Whale angol (1889–1997), Frankenstein, Frankenstein menyasszonya
- Forest Whitaker amerikai (1961–), Majd elválik!, Fejjel a bajnak
- Bernhard Wicki osztrák (1919–2000), Az öreg hölgy látogatása, Párizs, Texas, Pókháló
- Bo Widerberg svéd (1930–1997)
- Michael Winterbottom angol (1961–), Ezen a világon
- Billy Wilder amerikai (1906–2002), Oscar-díjas, Férfiszenvedély, Alkony sugárút, A vád tanúja, Van, aki forrón szereti
- Adim Williams nigériai
- Richard Williams kanadai-angol (1933–2019) rajzfilmes
- William Witney amerikai (1915–2002)
- Henry Winkler amerikai (1945–)
- Simon Wincer ausztrál (1943–)
- Michael Winner angol (1935–2013), Bosszúvágy 1, 2, 3, Chato földje
- David Winning kanadai (1961–)
- Michael Winterbottom angol (1961–)
- Robert Wise amerikai (1914–2005), Oscar-díjas, West Side Story, A muzsika hangja
- Frederick Wiseman amerikai (1930–) dokumentumfilmes, High School
- Len Wiseman amerikai (1973–)
- Doris Wishman amerikai  (1912–2002)
- John Woo kínai-amerikai (1946–), Tökéletes célpont, Ál/Arc
- Ed Wood amerikai (1924–1978),  A szörny menyasszonya, 9-es terv a világűrből
- Martin Wood kanadai, Csillagkapu tv-sorozat
- Sam Wood amerikai (1884–1949), Goodbye, Mr. Chips, Kitty Foyle
- Edgar Wright angol (1974–)
- Joe Wright angol (1972–), Vágy és vezeklés
- William Wyler amerikai (1902–1981), Oscar-díjas, Mrs. Miniver, Életünk legszebb évei, Római vakáció, Ben-Hur

## X
- Xie Jin kínai (1923–2008)

## Y
- Boaz Yakin amerikai (1966–)
- Edward Yang kínai (1947–2007)
- Ruby Yang kínai-amerikai
- David Yates angol (1963–), Harry Potter és a Főnix rendje, Harry Potter és a félvér herceg
- Peter Yates angol  (1929–2011), Az Angyal (TV-sor.), Breaking Away, The Dresser, Szellemtanya
- Donnie Yen kínai (1963–)
- Cem Yılmaz török (1973–)
- Yaky Yosha izraeli (1951–)
- Ronny Yu amerikai (1950–), Félelem nélkül
- Jűn Vó-pheng (Yuen Woo-ping) kínai (1945–)
- Corey Yuen kínai (1951–2022)
- Brian Yuzna Fülöp-szigeti (1949–)

## Z
- Luigi Zampa olasz (1905–1991), Becsületbeli ügy, A hazugság városa, Könnyű évek
- Krzysztof Zanussi lengyel (1939–), Illumináció, A nyugodt Nap éve, Csoda Krakkóban
- Alekszandr Zarhi orosz  (1908–1997), Anna Karenina, Baku fényei
- Franco Zeffirelli olasz (1923–2019), Napfivér, Holdnővér, Rómeó és Júlia
- Robert Zemeckis amerikai (1951–), Oscar-díjas, Forrest Gump, Roger nyúl a pácban
- Mai Zetterling svéd (1925–1994), A szerető pár, A lányok
- Claude Zidi francia (1934–), Ahová lépek, ott fű nem terem, Éretlenek, Asterix és Obelix
- Howard Zieff amerikai (1927–2009), Várlak nálad vacsorára, Benjamin közlegény
- Želimir Žilnik szerb (1942–)
- Fred Zinnemann osztrák-amerikai (1907–1997), Oscar-díjas, Délidő, Most és mindörökké, Egy apáca története, Egy ember az örökkévalóságnak
- Rob Zombie amerikai (1965–), Halloween I-II, 1000 halott háza
- Erick Zonca francia (1956–)
- Zucker testvérek amerikaiak
  - John Abrahams (1944–)
  - David (1947–), Csupasz pisztoly, Airplane
  - Jerry (1950–)
- Andrzej Żuławski lengyel (1940–2016)
- Edward Zwick amerikai (1952–), Az utolsó szamuráj, Véres gyémánt
- Terry Zwigoff amerikai (1949–), Crumb

## Lásd még
- Magyar filmrendezők listája
- Olasz filmrendezők listája